# Anna Huth
Anna Katarzyna Huth (ur. 6 grudnia 1985 w Mysłowicach) – polska wykładowczyni akademicka, koordynatorka Węgiel Film Festival, specjalistka w dziedzinie dystrybucji filmowej, związana ze Szkołą Filmową im. Krzysztofa Kieślowskiego w Katowicach.
Ukończyła studia politologiczne na Uniwersytecie Śląskim w Katowicach (2009). Absolwentka studium podyplomowego w Niemieckiej Akademii Filmu i Telewizji DFFB w Berlinie poświęconego rynkom dystrybucji filmowej.W 2019 otrzymała stopień doktora nauk o polityce i administracji w Instytucie Nauk Politycznych Uniwersytetu Śląskiego w Katowicach.
Od 2024 roku należy do Europejskiej Akademii Filmowej (EFA), w której w 2025 roku objęła funkcję zastępczyni skarbnika w zarządzie.
W kadencji 2020–2023 piastowała stanowisko Dyrektor Instytutu Sztuk Filmowych i Teatralnych w Uniwersytecie Śląskim w Katowicach.

## Publikacje
- Professional situation of the Ukrainian actors during the Russian aggression against Ukraine, Images The International Journal of European Film Performing Arts and Audiovisual Communication[6]
- Fremde in der Sprache. Die polnische Community in Erfurt, Deutschland, [w:] red. Ewa Anna Piasta, Jan Hajduk, Markus Leimbach (Hg)[7]
- Challenging Distribution 2020, EFM Horizon, Berlinale 2020[8]
- Formen der Beteiligung und Partizipation an lokaler Planung, [w:] Sozialmagazin[9]
- Youth and New Media: The Impact of Socio-Economic Status on the Use of New Media by the Teenagers in Poland and Germany, [w:] red. K. Doktorowicz, „Media społecznościowe. Dialog w cyberprzestrzeni”[10]
- What is European identity [w:] „Култура / Culture”[11]

## Filmografia
2023:
- Coral/Wolna, reż. Sonia Oleniak, FR-PL-US, koproducent polski, Short Grand Prix na 39. Warszawskim Festiwalu Filmowym[12][13][14]

2021:
- Vathykofto, reż. Ioanna Kryona,GR-DE-IN -koproducent niemiecki[15][16]